# Anna Freixas
Anna Freixas Farré (Barcelona, 21 de julio de 1946) es una escritora feminista española, profesora de universidad retirada. Doctora honoris causa por la Universidad Simón Bolívar de Barranquilla (Colombia).

## Biografía
Se licenció y doctoró en Psicología en la Universidad de Barcelona, donde fue discípula de Miquel Siguán y donde desarrolló los primeros años de su actividad docente. En su tesis doctoral analizó la autopercepción del proceso de envejecimiento de las mujeres.

### Trayectoria profesional
En 1981 llegó a Andalucía, al ingresar en la Universidad de Córdoba, primero en el Instituto de Ciencias de la Educación y luego en la Facultad de Ciencias de la Educación, donde fue catedrática de Psicología Evolutiva y de la Educación. También creó y dirigió (entre 1994 y 2001) el Aula de Estudios de las Mujeres, transformada luego en la Cátedra Leonor de Guzmán.
Sus líneas de investigación han versado sobre el envejecimiento de las mujeres, coeducación y feminismo y la evolución de la investigación y docencia en Psicología desde una perspectiva de género. Se considera que ha tenido unas aportaciones pioneras para el desarrollo de la gerontología feminista en España.

## Obras
- Mujer y envejecimiento. Aspectos psicosociales (Fundación La Caixa, 1993).
- (Ed.) Abuelas, madres, hijas: La transmisión sociocultural del arte de envejecer (Icaria Editorial, 2005).[7]
- Demà més: dones, vides i temps (Institut Català de les Dones, 2006).
- Nuestra menopausia: una versión no oficial (Paidós, 2007).[8]
- Tan frescas. Las nuevas mujeres mayores del siglo XXI (Paidós, 2013).[9]
- Sin reglas. Erótica y libertad femenina en la madurez (Capitán Swing, 2018).[10]
- Yo, vieja. Apuntes de supervivencia para seres libres (Capitán Swing, 2021).[11]
- Nuestra menopausia: una versión no oficial (Reedición) (Capitán Swing, 2024).[12]

## Premios y reconocimientos
- Su obra Mujer y envejecimiento. Aspectos psicosociales mereció el Premio Dr. Rogeli Duocastella de Investigación en el Campo de las Ciencias Sociales, otorgado por la Fundación La Caixa, en 1993.[13]
- En 1999 le fue concedido el VI Premio de Divulgación Feminista Carmen de Burgos, otorgado por la Asociación de Estudios Históricos y sobre la Mujer de la Universidad de Málaga.[13][14]
- En 2009 recibió, ex aequo, el Premios Meridiana de la Junta de Andalucía, otorgado en reconocimiento a la labor realizada por personas e instituciones en pro de la igualdad de derechos entre hombres y mujeres, en la categoría de Iniciativas de Producción Artística, Cultural o Deportiva.[15][3]
- En 2019 fue nombrada Doctora honoris causa por la Universidad Simón Bolívar de Barranquilla (Colombia). Primera mujer en tener este reconocimiento.[16]
- En 2021 recibió el Premio Amigos de los Mayores 2021.[17]